# Peter Rufai
Peter Rufai (* 24. August 1963 in Lagos; † 3. Juli 2025) war ein nigerianischer Fußball-Torwart. 
Rufai war der erste nigerianische Torwart, der ins Ausland wechselte, als er 1986 in den Benin zum Dragon FC ging. 1989 wechselte er dann nach Europa zum belgischen Erstligisten SC Lokeren, konnte sich dort aber nicht durchsetzen. 1992 ging er dann zum KSK Beveren, bei dem er allerdings auch kein einziges Spiel bestreiten konnte. Erst in Portugal beim SC Farense, zu dem er nach einem einjährigen Zwischenstopp in Deventer bei den Go Ahead Eagles wechselte, wurde er Stammspieler. Zwischen 1997 und 1999 war er nach Jacques Songo’o der zweite Torwart bei Deportivo La Coruna. 2000 trat er als aktiver Spieler zurück.
Er bestritt mit der Nigerianischen Fußballnationalmannschaft 70 Länderspiele und nahm an den Weltmeisterschaften 1994 und 1998 teil. Sein größter Erfolg mit der Nationalmannschaft war der Gewinn der Afrikameisterschaft im Jahr 1994.
Rufai starb am 3. Juli 2025 im Alter von 61 Jahren nach langer Krankheit in seiner Geburtsstadt Lagos.